# SA-6导弹

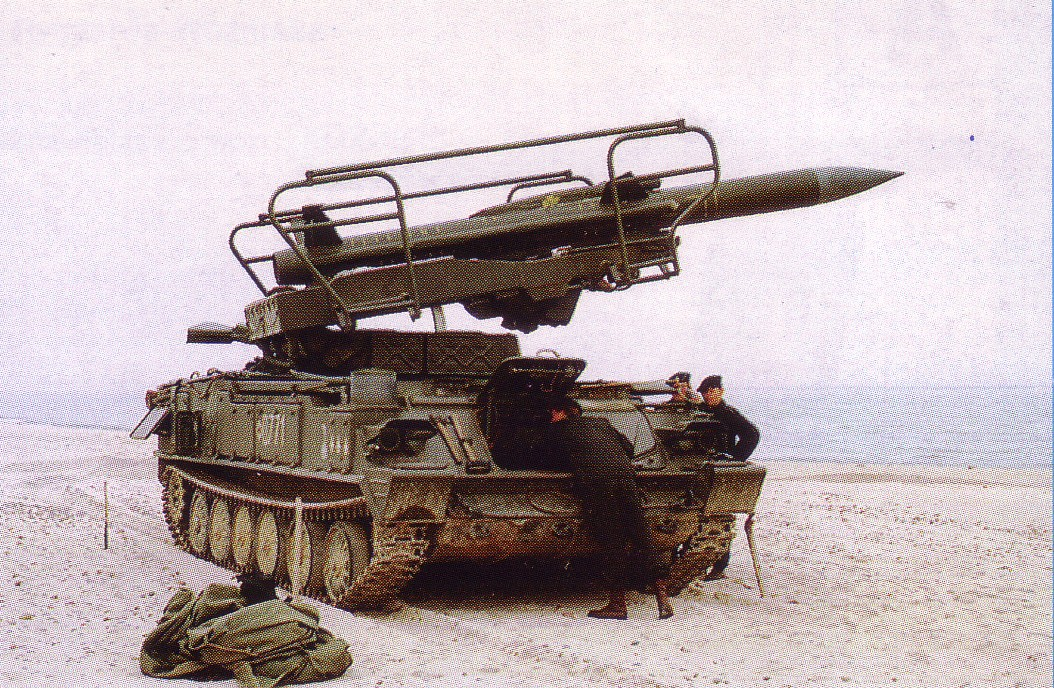
SA-6

SA-6机动式中低空中程野战地对空导弹系统，苏联代号2K12 立方体，或音译‘卡勃’；或译作‘库班河’（Kub, Russian "Куб"）。1959年开始由苏联托罗波夫OKB-134特种工程设计局研制，是伊凡·伊凡诺维奇·托罗波夫一生的最后作品。莫斯科信号旗机械制造设计局（俄罗斯最大的空对空导弹设计局）与吉哈米洛夫仪器设计科学研究院（Tikhomirov Scientific Reseach Institute of Instrument Design，英文简称为NIIP，俄罗斯最大的机载雷达设计单位）负责制造。西方称2K12为SA-6(美国防部代号) "Gainful根弗"（北约代号）（或译作‘利益’‘有利’Gainful）。1967年定型。1983－1985年停产。

## 基本性能
| 美国代号 | SA-6                                                       |
| 北约命名 | "根弗"（或译作‘利益’Gainful）                              |
| 苏联型号 | 2K12                                                       |
| 苏联绰号 | “立方”，或直译‘卡勃’；或译作‘库班河’：Kub, Russian "Куб"   |
| 导弹代号 | 3M9                                                        |
| 服役年代 | 1967年－现在                                               |
| 所属军种 | 陆军                                                       |
| 引导方式 | 指令制导+半主动雷达                                        |
| 弹长     | 5.8米                                                      |
| 弹径     | 0.335米                                                    |
| 前翼翼展 | 1.245米                                                    |
| 尾翼翼展 | 1.524米                                                    |
| 发射质量 | 600千克                                                    |
| 弹头     | 56千克高爆炸药，近炸与触发引信，保险距离50米，杀伤半径18米 |
| 有效射程 | 3.7-24千米                                                 |
| 有效射高 | 80（光学观瞄）/100（火控雷达）-12，000米                   |
| 最大速度 | 2.8马赫                                                    |

## 导弹
导弹有效射程为3-24km有效射高为50-12000m。导弹重600kg，弹头重56kg，最大速度2.8马赫。世界上第一种采用整体式固体冲压和固体火箭组合发动机的导弹，即导弹使用固体火箭起飞达到1.5马赫，燃烧完的火箭成为冲压发动机的燃烧室，这是领先于时代的推进技术。迎头拦截时目标最大速度2M，尾追攻击时目标最大速度1M。

## 电子设备
制导照射雷达为1S91（北约命名为"同花顺 Straight Flush"）25千瓦 G/H波段连续波雷达（作用距离75千米，作用高度10千米），同车配有一套作用距离25千米的光学观瞄。采用全程半主动寻的制导，1S91雷达在75千米距离上截获空中目标，在28千米距离处开始照射制导。敌我识别也由此雷达完成。1S91上部是可折叠的2.1米直径碟形雷达天线，用于圆锥扫描（conical scanning）作用距离28千米，也用于H波段低空搜索、目标跟踪照射。1S91下部的3.6米长抛物面形雷达天线工作于G波段，担负中空目标获取与早期预警，有效探测距离55-75千米。两部雷达可以互相独立旋转。
无线电命令制导以及末段半主动雷道寻的制导（SARH）。可同时制导3枚导弹打击一个目标。也可以同时跟踪6个空中目标并同时引导2枚导弹。出于隐蔽打击目的或强烈电磁干扰情况下也可不使用雷达通过光学观瞄作战。
团级统一使用2K12防空作战时，还可以与下列雷达协同：
- - P-12/1Rl14 "匙架Spoon Rest" 314千瓦 A波段早期预警雷达（也用于SA-2作用距离275千米）
  - P-40 "长轨迹Long Track" E波段早期预警雷达（也用于SA-4与SA-8，作用距离175km）
  - P-15 "平面Flat Face" 380千瓦C波段目标截获雷达（也用于SA-3，作用距离250km）
  - "薄皮Thin Skin"或"边网Side Net" E波段测高雷达（也用于SA-2, SA-4与SA-5，作用距离240km）
  - "记分板Score Board"敌我识别雷达

"匙架Spoon Rest"与"薄皮Thin Skin"装在一辆卡车上，"长轨迹Long Track"安装在改进的AT-T履带车上，"平面Flat Face" 装在越野卡车上。
如果没有P-40 "长轨迹Long Track"机动雷达车，SA-6不能跟踪高空目标。

## 战斗运用
在苏联军队中，SA-6编成导弹团作战。每个团辖2部P-40“Long Track”雷达，一部“Thin Skin”雷达，以及五个导弹连。
每个导弹连都可独立完成防空作战，配备1部指挥车、1部履带底盘的1S91制导照射雷达、4辆三联装履带式导弹发射车、 四辆6X6ZIL131卡车每车携带三枚备用导弹，卡车尾部有起重臂，以及1辆电源车、1辆供油车。SA-N-3与SA-6并无关系。战斗准备就绪条件下从目标截获到发射导弹反应时间为10-15秒。从卡车向发射车重装填导弹约需10分钟。从设备关机到重新部署阵地需15分钟。
导弹连的履带底盘均为TELAR（ZIS-23-4高炮也用此底盘），乌里扬诺夫斯克机械厂制造，六对负重轮，驱动轮在后，无承重轮，全焊接车身，乘员舱在前，发动机舱在后。有空气滤清设备、超压核生化防护、红外夜视设备，无两栖能力。承载导弹转盘可360度旋转，导弹发射最大仰角85度。行车时导弹指向车后部，保持水平以减小发射车的高度。
SA-6系统与SA-4系统共享许多部件。从设计来说，二者是互补使用的。SA-4在远程高空作战，SA-6适用于中程中空作战。SA-7与SA-8适用于短程低空作战。

## 战斗历史
SA-6出口到28个国家：
阿尔及利亚、安哥拉、保加利亚、古巴、埃及、埃塞俄比亚、芬兰、几内亚比绍、圭亚那、匈牙利、印度、伊拉克、科威特、利比亚、马耳他、莫桑比克、秘鲁、波兰、罗马尼亚、索马里、叙利亚、坦桑尼亚、捷克、斯洛伐克、越南、也门、朝鲜、南斯拉夫与赞比亚。
在1973年贖罪日戰爭初期，以色列飞机上的雷达警告接收器不能识别阿拉伯军队的SA-6雷达信号，95枚导弹击落了64架以色列飞机。
1999年5月2日，南斯拉夫聯盟共和國發射SA-6防空飛彈，擊落一架美軍F-16C野鼬機。

## 型号发展
1977年2K12的发射-雷达一体化新系统（美国命名为SA-6B）定型，它在另一种履带底盘上安装三枚3M9M1导弹，底盘前部还装有一部"毁灭之火Fire Dome"制导雷达。
Kub-M3使用3M9M3导弹。有效射程3-28千米。有效射高25米-14千米
Kub-M4使用3M9M4导弹。
2K12的换代武器为9K37"山毛榉Buk"（西方称之为SA-11 "牛虻Gadfly"）.
2K12E是2K12的早期升级型号，苏联称之为"方块 Квадрат" (square)。也是2K12的出口型号。
印度的"天空Akash"现代化地对空导弹系统是基于SA-6发展而来，使用了相控阵雷达与不同的载车等改进。